# Tito Otacílio Crasso
Tito Otacílio Crasso (em latim: Titus Octacilius Crassus) foi um político da gente Otacília da República Romana eleito cônsul em 261 a.C. com Lúcio Valério Flaco. Provavelmente era irmão de Mânio Otacílio Crasso, cônsul em 263 a.C..

## Consulado (261 a.C.)
Foi eleito cônsul com Lúcio Valério Flaco em 261 a.C., o quarto ano da Primeira Guerra Púnica. Os dois cônsules comandaram as operações militares na Sicília contra os cartagineses, terminando as operações do cerco de Agrigento. Não há outros episódios ou batalhas relatadas para o ano de seu consulado.